# 임도형
임도형(2009년 4월 30일 ~ )은 대한민국 트로트 가수이다. 별명은 리틀 송해, 서천의 아들이다.

## 학력
- 서산예천초등학교 (졸업)
- 서산중학교 (졸업)
- 서령고등학교 (재학)

## 방송

### 예능
- 2020년 내일은 미스터트롯 (예선, 본선 1라운드)
- 2020년 세상 어디에도 없는, 아내의 맛 - 트롯의 맛 (홍잠언 동반)
- 2020년 신청곡을 불러드립니다 - 사랑의 콜센타
- 2022년 불타는 트롯맨 - (예선)
- 불타는 장미단 - 게스트

### 라디오
- 2020.02.24 박명수의 라디오쇼